# Пиано (озеро)
Пиано (итал. Lago di Piano) — озеро на севере Италии, расположенное в провинции Комо административного региона Ломбардия.
Озеро находится около городов Порлецца и Менаджо.

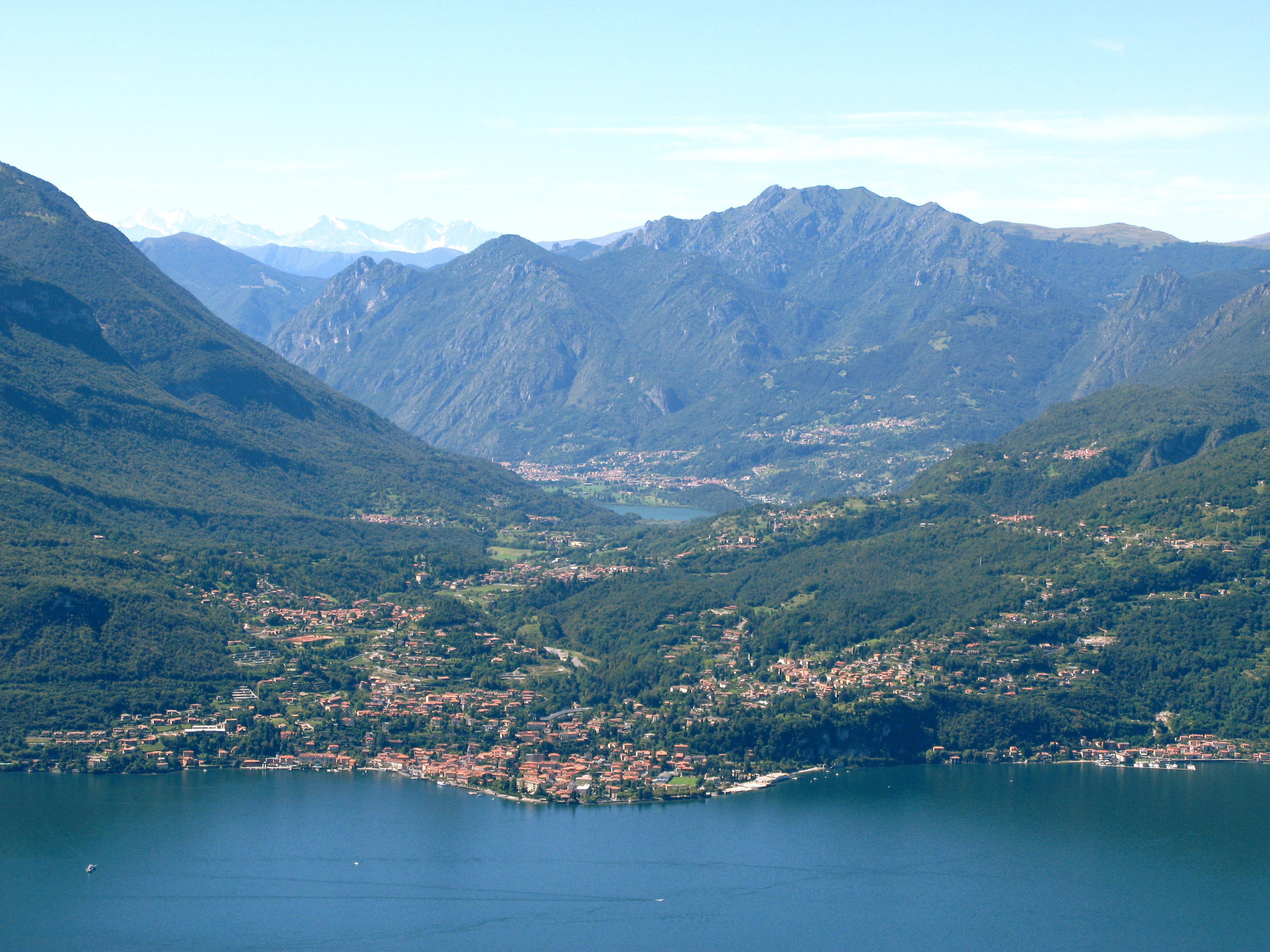
Вид на город Менаджо с озера Пиано

Озеро по форме напоминает букву «П» или «Л».